# Mestre

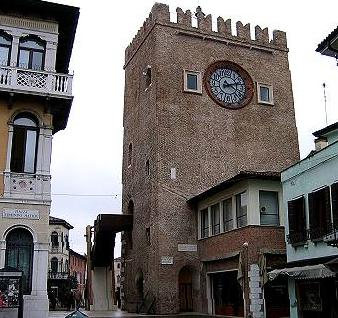
Turnul cu orologiu din Mestre.

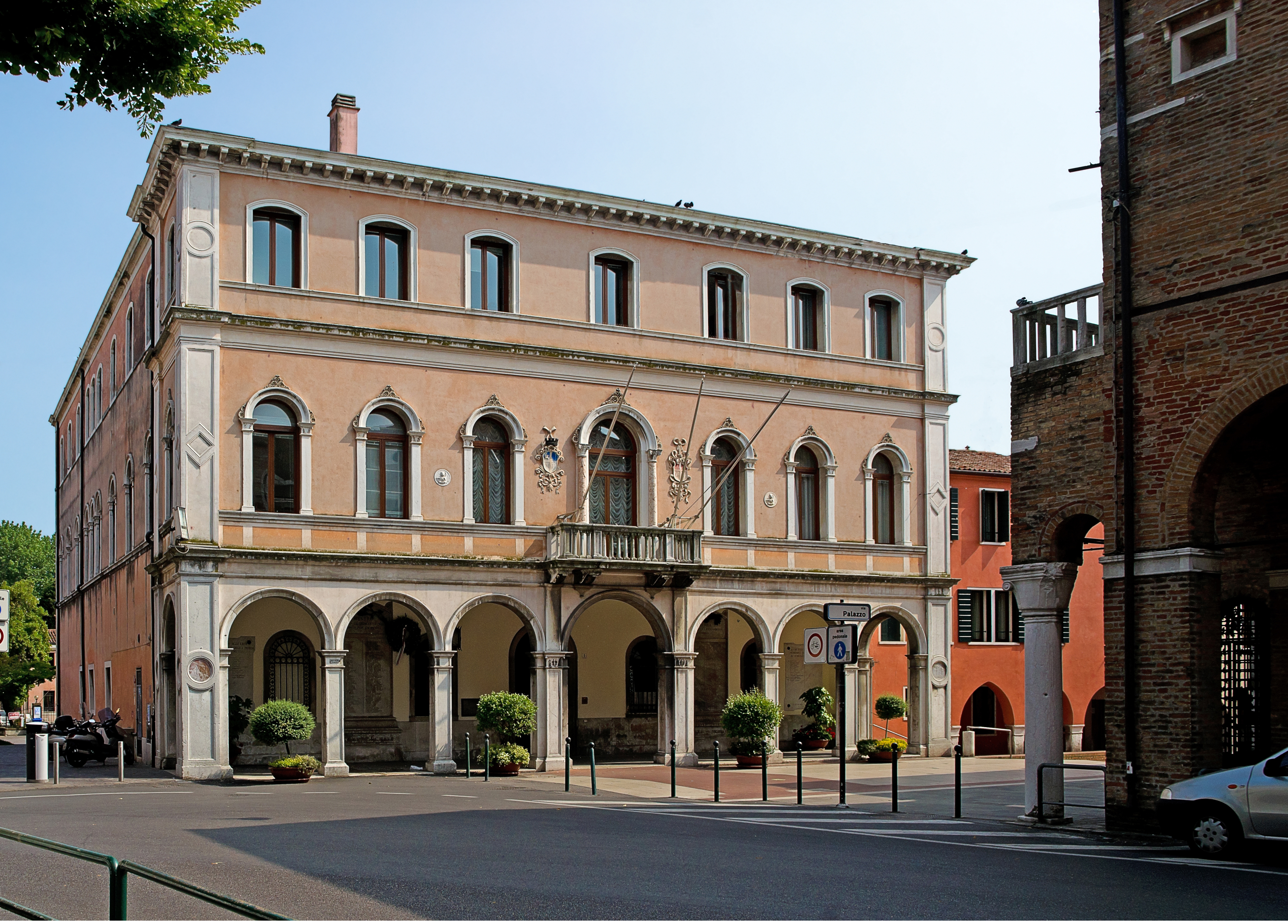
Palazzo del Podestà. Consiliul Local din Mestre

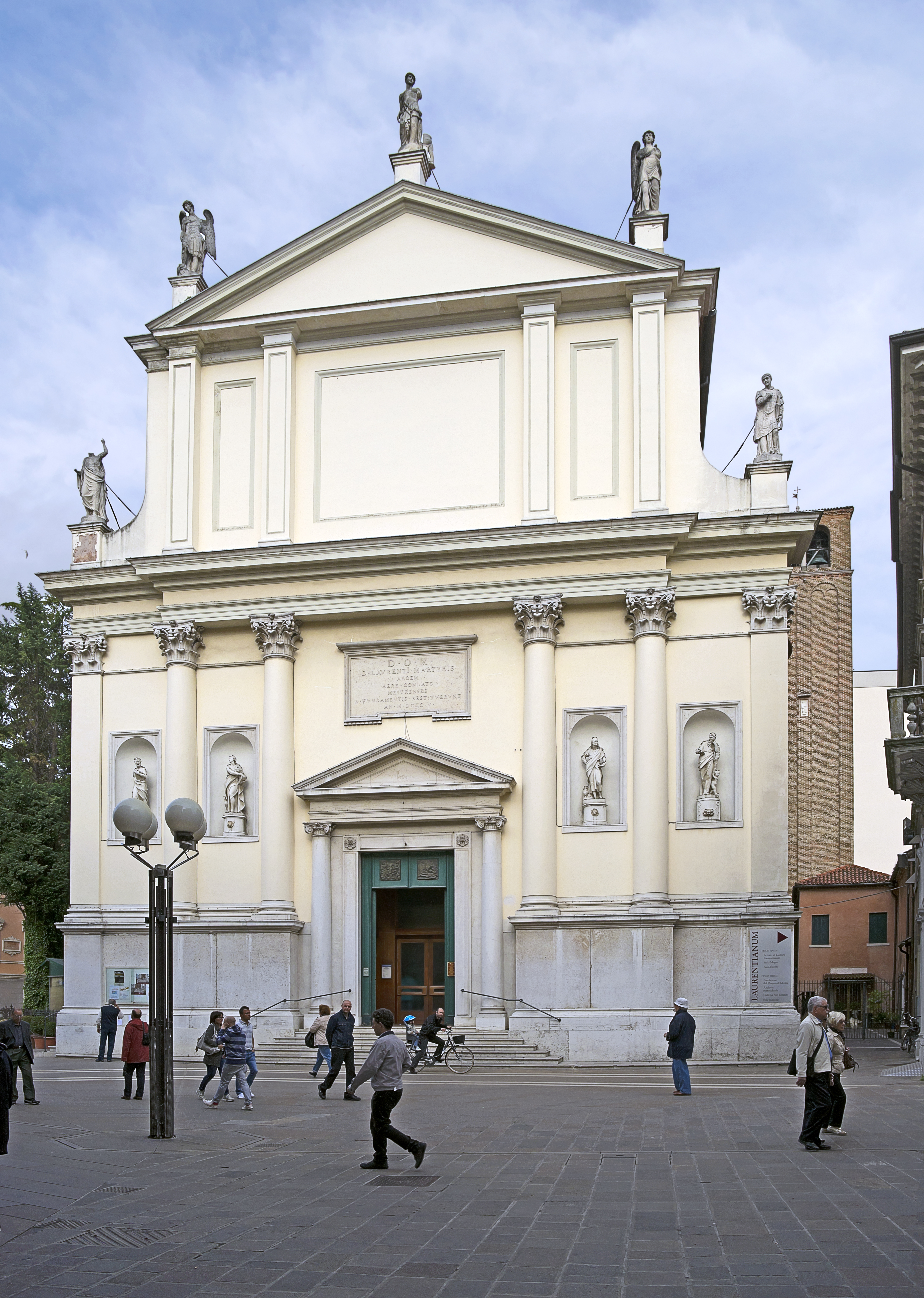
Catedrala San Lorenzo

Mestre este un oraș aparținând regiunii Veneto, Italia constituind o fracțiune a Veneției, ca extindere a acesteia pe continent. 
Orașul lagunar Veneția are circa 70.000 de locuitori, în timp ce cele doua fracțiuni, Mestre și Marghera, numără circa 170.000.
Orașul este legat de Veneția printr-un lung pod, incluzând atât cale ferată (construită de ocupanții austrieci în secolul al XIX-lea) cât și șosea (edificată sub Benito Mussolini, denumit Ponte della Libertà.
Mestre reprezintă cel mai mare oraș din Italia care nu are statutul de comună autonomă.

## Istorie
Potrivit legendei, Mestre ar fi fost întemeiat de către Mesthles, un tovarăș de drum al eroului Antenor, un fugar din Troia care ar fi fondat fie Padova, fie Veneția. Adevăratele origini ale cetății rămân sub semnul incertitudinii, deși se cunoaște că un oppidum (fortăreață) romană a existat în regiune, distrus mai târziu de Attila și probabil reedificat în cursul secolului al X-lea.
Prima mențiune istorică figurează într-o diplomă imperială emisă de Otto al III-lea, împăratul romano-german, prin care Rambald, conte de Treviso, a primit pământ în regiunea numită Mestre. În 1152, o bulă papală emisă de papa Eugeniu al III-lea recunoștea episcopului de Treviso titlul de senior de Mestre, menționând existența bisericii San Lorenzo, a unui castel și a unui port. La 1257, episcopii trevisani l-au cedat lui Alberico da Romano, unul dintre liderii ghibelinilor din Marca trevisană.
Portul a fost avantajat de creșterea economică a Republicii venețiene, constituind principala sa legătură cu continentul (terraferma). În anul 1274, un incendiu a distrus castelul, iar locuitorii s-au mutat în apropiere, într-un loc numit Castelnuovo. În ziua de astăzi, nu a mai rămas nicio urmă a vechiului castel.
În secolul al XIV-lea, familia Scaligerilor din Verona a cucerit Mestre și Treviso, la anul 1323. Venețienii, temându-se de creșterea puterii veronezilor pe continent, au revenit de la 29 septembrie 1337. Un canal artificial a fost construit pentru a favoriza transportul de mărfuri.
Stăpânirea venețiană a luat sfârșit la 16 iulie 1797, odată cu căderea Republicii. La 1808, urmând practica franceză deja încetățenită, Mestre s-a constituit într-o comună liberă. A rămas ca atare și sub dominația austriacă, și sub cea italiană, obținând titulatura de oraș în 1923. Cu toate acestea, trei ani mai târziu, un decret regal a inclus Mestre și celelalte comuni din vecinătate (Chirignago, Zelarino și Favaro Veneto) în comune di Venezia.
În anii '60 și '70 ai secolului al XX-lea, Mestre a cunoscut o puternică dezvoltare demografică, ca o consecință în principal a construirii unei largi zone industriale în apropierea orașului Marghera.

## Principale puncte de atracție turistică
- Piazza Erminio Ferretto
  - Domul din Mestre (Duomo di San Lorenzo, secolul al XII-lea)
  - Palazzo da Re
  - Turnul cu Ceas (Torre dell'Orologio)
- Palazzo Podestarile
- Palazzo della Provvederia
- Teatrul Toniolo (Teatro Toniolo)
- Parcul San Giuliano (Parco San Giuliano)

## Puncte de interes
- Orto Botanico Locatelli, o mică grădină botanică